# Vektordaten
Vektordaten in entsprechenden Vektormodellen beschreiben raumbezogene Objekte anhand von Punkten. Ein Vektor ist nach lateinischer Übersetzung ein „Träger“ oder auch „Fahrer“ von geometrischen Informationen. Vektordaten werden durch geometrische Entitäten wie
- Punkt und Knoten
- Linien und Kanten

sowie über Koordinaten (Lage/Höhe, 2D/3D), Verbindungen (Topologie), räumliche Eigenschaften (Attribute) und Darstellungsregeln (Farbe, Strichstärke, Linienart, Symbole, Flächenfüllmuster, Texthöhen usw.) dargestellt. Bei der Darstellung werden auch Nachbarschaftsbeziehungen, wie z. B. Anfangs- und Endpunkt einer Linie oder an den Punkten angrenzenden Flächen berücksichtigt. Vektordaten finden in der gesamten Maßstabskala der Geoinformationssysteme Anwendung, kommen jedoch im Bereich von 1:100 bis 1:10.000 besonders häufig vor.

## Geometrische Entitäten

### Punkte und Knoten
Anhand von Punkten wird die geometrische Information im Vektormodell dargestellt. Flächen und Linien u. a. werden als höhere Strukturen definiert und nutzen den Punkt als Grundlage. Die Koordinaten von Punkten sind wichtig, um geometrische Aussagen über höhere Strukturen ableiten zu können, wie zum Beispiel die Länge von Verbindungen, der Flächeninhalt, der Abstand von geometrischen Figuren im Modell usw. In GIS und anderen vermessungstechnischen Anwendungsmöglichkeiten sind es zum einen die Koordinaten, die Punkte interessant machen und entsprechende Punktattribute, die in Korrelation mit dem Punkt stehen: z. B.
Punkthöhe, Punktnummer, Punktart, Punktfehler, Verlässlichkeit und Fixierung.
Es besteht der Anspruch an Vektormodellen, dass Punkte eine einmalige Bedeutung im Modell einnehmen, d. h. ein Punkt darf tatsächlich nur einmal im Koordinatensystem vorkommen. Ist dies der Fall, besteht eine topologische Integrität, d. h. die rechtliche Eindeutigkeit eines Punktes im Sinne der Topologie wird als Knoten bezeichnet und erfüllt somit die Anforderung, dass der Punkt nur eine einzige Lage im Raum einnehmen kann. Ist dies nicht der Fall, müssen rechnerisch richtige und rechtlich gültige Koordinaten parallel verwaltet werden. Vektordaten können in topologischer Form als Graph dargestellt werden.

### Linien und Kanten
Die Punkte, die verschiedene Koordinaten im Vektormodell einnehmen, verbinden sich zu verschiedenen Strukturgebilde durch Linien. Diese Linien sind Kanten, die einzelne Knoten miteinander verknüpfen und eine topologische Beziehung zwischen den Punkten schaffen. In der Literatur wird hier auch von einer Adjazenz von Knoten gesprochen oder von einer Inzidenz von Kanten. Die genannten Strukturen können mehrfache (geometrische) Formen annehmen und gradlinige oder kreisförmige Verbindungen schaffen. Ein gängiges Beispiel für die Darstellung einer Topologie eines Verkehrsnetzes ist z. B. die U-Bahn in London (Tube map).
Die Abbildung zeigt den Verkehrspunkt Baker Street, wo sich drei Linien treffen und die Rolle von Knoten einnehmen und die Teilstrecke zwischen diesen Knoten sind Kanten. Anhand dieser topologischen Struktur wird ein Verkehrsverknüpfungsnetz gestaltet und dient somit GIS bei der Darstellung von Karten.
Das Konzept der Kanten und Knoten ist in der Literatur bekannt als die Kanten-Knoten-Struktur und hat seinen Ursprung in der Graphentheorie. Deshalb wird es auch verstärkt in den Geo-Informationssystemen eingesetzt, da die wesentlichen Aspekte eines Modells mit einem Graphen hervorgehoben werden können. Für die Anwendung von Geo-Informationssystemen ist es besonders hilfreich, dass ebenso wie Punkte, den Kanten eine eindeutige Lage zugeordnet werden muss.
Kanten dürfen nicht teilweise den gleichen Verlauf haben (Eindeutigkeit von Kanten). Betrachtet man zwei Kanten, die sich überkreuzen, aber es dabei zu keiner Knotenentstehung kommt, kann die Frage nach der Dimension auch wichtig sein. Besonders bei z. B. Brücken und U-Bahn-Tunnels spielt die dritte Dimension eine bedeutende Rolle und bisher noch keinen Eingang in GIS gefunden hat. Es wird darauf verwiesen, dass etwas aussagekräftiges, dreidimensionales mit zweidimensionalen topologischen Werkzeugen betrachtet wird. Der Vorteil von GIS ist, dass darin auch abstrakte – nicht mit dem menschlichen Auge erfassbare – Welten modelliert werden können.

### Netz und Mosaik
Fügt man die beschriebenen elementaren geographischen Strukturen Punkt, Linie und Fläche zusammen, entstehen komplexe Gebilde, die als Netze bezeichnet werden.
Netze weisen mehrere Klassifizierungsmerkmale auf. Es wird zwischen linienhaften und flächenhaften Netzen unterschieden, wobei letztere auch Mosaik genannt werden. Es gibt auch Netze, die eine Kombination aus beidem bilden, wie z. B. ein Tarifzonenplan. Die dargestellten Verbindungen sind ein linienhaftes Netz, während die darübergelegten Tarifzonen als ein flächenhaftes Netz gelten.
Bei Mosaiken wird der Aspekt der Fläche unterschiedlich stark bewertet. Die Thematik des Netzes legt fest, ob Aussparungen sinnvoll sind oder nicht. Daneben können Mosaike flächendeckend angelegt sein. Dann gehört jeder Punkt zu genau einer Fläche, sodass es weder Überlappungen von Flächen noch nicht überdeckte Restgebiete gibt. Man spricht hier von Gebietsaufteilung oder Partition.
Linienhafte Netze können sowohl zusammenhängend als auch nicht zusammenhängend sein. Geodätische Punktenetze z. B., für die eine Ausgleichungsrechnung durchgeführt werden soll, müssen zusammenhängend sein.

### Die Höhe im Vektormodell
Geoinformationssysteme sind Modelle der Erdoberfläche, die sich lokal immer nur in eine Ebene projizieren lässt. Selbst wenn eine Höhe für Punkte mitgeführt wird, sind GIS fast immer nur zweidimensional. Die Höhe stellt lediglich ein beschreibendes Merkmal dar, das in seiner Wichtigkeit geringer als die der Lagekoordinaten einzuordnen ist. Maßnahmen zur qualitativen Aufwertung der dritten Dimension führen folglich zwangsläufig dazu, dass der Bereich der konventionellen GIS verlassen wird.

## Geometrische Grundaufgaben von Vektordaten
Im Folgenden werden gängige geometrische Grundaufgaben für den praktischen Einsatz von Vektordaten vorgestellt. Generell zählen hierzu der geometrische Lagevergleich, die geometrische Verschneidung und die räumliche Transformation.

### Geometrischer Lagevergleich
Die Ermittlung von topologischen Beziehungen, das heißt die Lagebeziehungen von Knoten, Kanten und Maschen bzw. Punkten, Linien und Polygonen in noch nicht existierenden topologischen Systemen, ist eine der wichtigsten Hilfestellungen, die ein GIS mittels Vektordaten leisten kann. Besonders relevant ist diese Grundfunktion für die Datenerfassung, die Datennachführung und die Analyse. So wird beispielsweise ein Punkt-in-Polygon-Test durchgeführt, um herauszufinden, ob ein Punkt innerhalb, außerhalb oder am Rand eines Polygons liegt.

### Geometrische Verschneidung
Bei der geometrischen Verschneidung von Polygonen (Flächen) mit Punkten, Polygonen mit Linien und Polygonen miteinander, werden die einzelnen Lageinformationen der jeweiligen Strukturen überlagert, um verschiedene analytische Fragestellungen zu beantworten:
Bei einer Verschneidung von Punkten (beispielsweise Grundwassergütemessstellen in einem Bundesland) mit Flächen (beispielsweise agrarwirtschaftlich tätige Gemeinden dieses Bundeslandes) kann die Korrelation zwischen der agrarwirtschaftlichen Nutzung und der Qualität des Grundwassers gemessen werden, um etwa den Einsatz von Düngemitteln anzupassen.
Bei einer Verschneidung von Linien mit einer Fläche kann etwa die Frage beantwortet werden, wie viele Stromleitungen (Linien) auf privaten Grundstücken (Fläche) liegen. Dies kann interessant für den Umgang mit eventuellen Schadensfällen und relevant für die Fragestellung sein, welche Partei für Kosten aufkommen muss.
Werden Flächen und Flächen miteinander verschnitten, kann ein GIS anhand der Vektordaten beispielsweise ermitteln, wie viele Agrarflächen in einem Bundesland (Flächen 1) Hanggrundstücke (Flächen 2) sind. Dies kann wesentlich für mögliche Ansprüche auf landwirtschaftliche Ausgleichszahlungen sein.

### Räumliche Transformation
Unter den Begriff der räumlichen Transformation werden die Begriffe der Drehung (Rotation) der Verschiebung (Translation), der Skalierung (Vergrößerung oder Verkleinerung) von Vektoren sowie die Perspektive gefasst, um ein dreidimensionales Objekt in einer Ebene darzustellen. In einem GIS können somit perspektivisch Geländemodelle dargestellt werden. Im Folgenden wird kurz beschrieben, wie diese Transformationen mathematisch im kartesischen Koordinatensystem dargestellt werden können.
Die Rotation eines Vektors wird mit Hilfe der Multiplikation einer Drehmatrix dargestellt, die aus Summen und Produkten von Sinus und Cosinus der jeweiligen Drehwinkel besteht. Bei der Translation wird der Verschiebungsvektor addiert.
Die Skalierung in der Ebene sowie im Raum, wird anhand der Multiplikation einer Matrix mit Diagonalgestalt ausgedrückt, wobei ihre einzelnen Elemente durch die jeweiligen Streckungsfaktoren der Koordinaten ermittelt wurden.
Zusammenfassend gilt also, dass die räumliche Transformation, bedingt durch Rotation, Translation und Transformation, durch Multiplizieren und Addieren des jeweiligen Verschiebungsvektors mathematisch dargestellt werden kann. Für diese Darstellung sind dementsprechend neun Parameter relevant: Drei Parameter zur Darstellung der Verdrehung, drei zur Maßstabsdarstellung und drei zur Verdeutlichung der Verschiebung.
Vereinfacht dargestellt können räumliche Transformationen in einem homogenen Koordinatensystem, da sie in diesem Falle in nur einer Matrix dargestellt werden kann.